# Городище (гора)
Городи́ще (раніше Сторожня́) — гірська вершина в Українських Карпатах (Верхньодністровські Бескиди), найвища точка міста Борислав. 

## Географія
Висота становить 641,8 м, за іншими даними — 646 м. Знаходиться в південно-західній частині міста та відокремлює по обидва боки його райони: Баню Котівську та Мражницю. Із заходу гори витікають притоки гірського потоку Тисьменка, а повз підніжжя з півдня на схід тече Тисьмениця, на північ від вершини тече річка Ратчина. Схили вкриті переважно буковими лісами, проте ті ділянки, які розташовані ближче до долини частково або повністю безлісі.
Серед усіх гір в місцевості, Городище є виразною завдяки своїй заокругленій формі та відокремленим розташуванням відносно свого безіменного та сусіднього хребтів, з яких найвищою точкою останнього є г. Биковець (734 м), а також відносно передгір'я, над яким гора ізольовано здіймається на 200–250 м н. р. м.

## Історія
Достеменно невідомо, які саме споруди існували на горі, однак свідченням про наявність давніх укріплень були частини старого оборонного валу на вершині, котрі були зруйновані через вибух одного з станків-качалок в 1970-х. Відповідно до різних гіпотез та джерел, можна припускати, що колись тут могли знаходитись або певне городище у вигляді монастиря, або укріплений спостережний пункт над ділянкою соляного шляху з Дрогобича до Тустані.
Після виявлення масових покладів нафти в Бориславі та його околицях у другій половині XIX століття, на горі з'явилось багато нафтових веж, котрі вкрили схили замість лісів. Всі ці вежі вночі освітлювалися електричними ліхтарями, що надавало особливого вигляду горі, вкритій нічними вогнями, на які сюди приїжджали споглядати туристи. 
З часом старі нафтові вежі замінили на сучасніші та компактніші качалки, котрі досі зустрічаються на схилах. У 1972 р. працівниками вишкомонтажної контори Бориславського управління бурових робіт з бурової вежі ВМ-41 було змонтовано телеретрансляційна вежу висотою 41 м (з антенами — 43 м) на вершині, що наразі перебуває у власності Львівській філії концерну РРТ. Тепер вершина стала ще об'єктом трекінгового туризму, що становить інтерес не тільки для відвідувачів Борислава, а також для піших мандрівників, оскільки по горі проходить туристичний маршрут  №11.

## Світлини

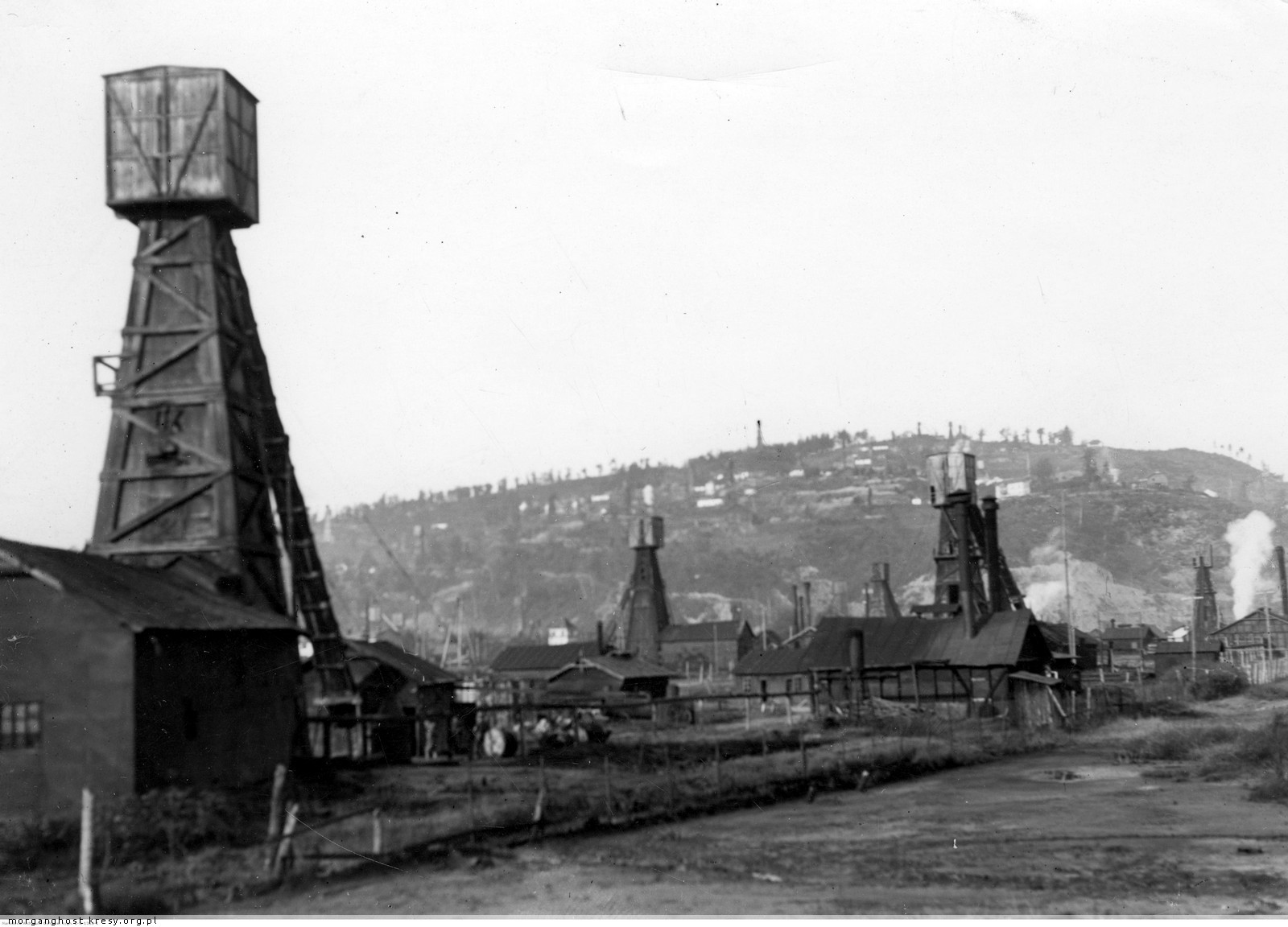
г. Городище (1932 р)